# Palazzo Sinibaldo Fieschi

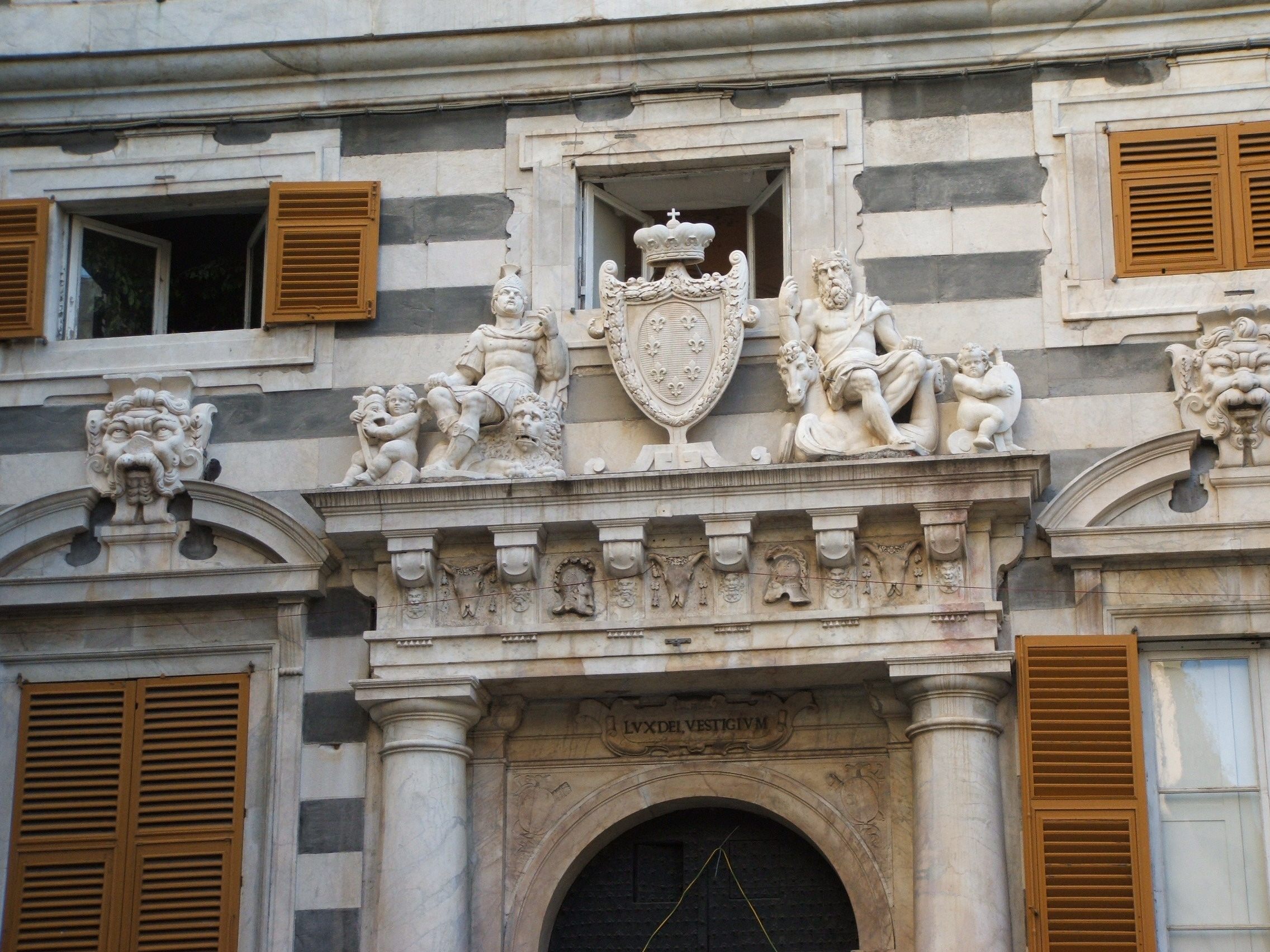
Ornements de l'entablement du portail

Le Palazzo Sinibaldo Fieschi est un édifice historique situé via San Lorenzo dans le centre historique de Gênes.
L'édifice est inscrit sur la liste des palais des Rolli, dans les années 1614 (bussolo I) et 1664 (bussolo II).

## Historique

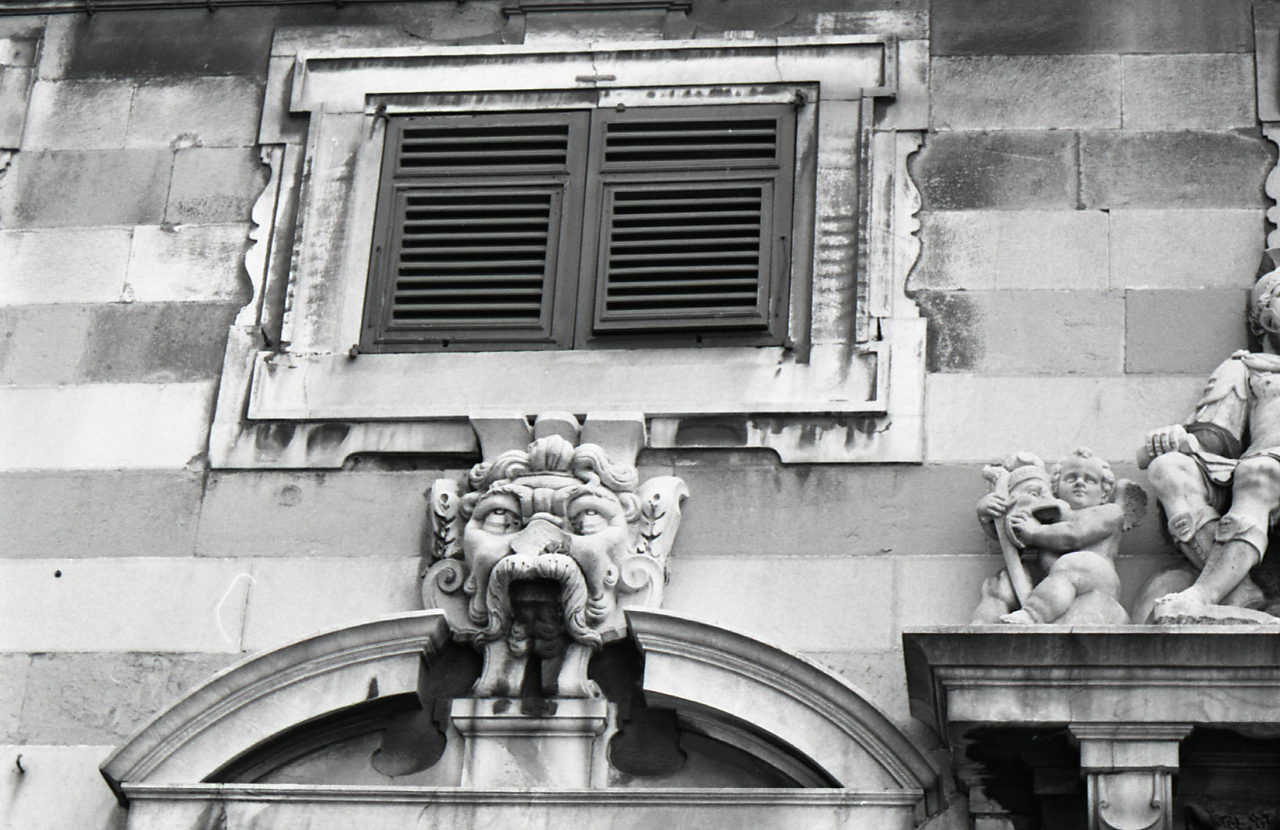
Detaille des mascarons. Photo par Paolo Monti, 1962

Souvent associé au célèbre Vincenzo Scamozzi  pour un projet non réalisé mais illustré dans Dell'idea dell'architettura universale, le palais est complété par Bartolomeo Massone pour Sinibaldo Fieschi en 1618. La famille Negrone en devient propriétaire au XVIIIe siècle  puis le transmet aux De Mari.
Depuis la rue au cœur du bâtiment, le petit atrium directement relié à la cour crée un effet de grande transparence. De là l'escalier, aux voûtes décorées de stuc, dessert  trois des six étages, aujourd'hui, divisés en une vingtaine d'appartements.
La façade majestueuse donne sur  la place du Duomo di San Lorenzo ; elle est enrichie de quadratura et d'un revêtement alterné d'ardoise grise et de marbre blanc, effet architectonique assez commun en Ligurie, ainsi que d'un impressionnant portail. Les mascarons placés au-dessus des tympans des fenêtres rappellent ceux du Palazzo Doria-Tursi dans la via Garibaldi, siège de la mairie de Gênes.
Le recul de la façade pour l'alignement de l'ouverture de la nuova carrettiera (aujourd'hui via San Lorenzo) coupa la voûte d'un salon peinte de personnages mythologiques par Domenico Piola et Antonio Haffner.
Le cadastre de 1907 révèle un seul propriétaire de l'édifice, Pietro Elena.

## Sources
- (it) Cet article est partiellement ou en totalité issu de l’article de Wikipédia en italien intitulé « Palazzo Sinibaldo Fieschi » (voir la liste des auteurs).